# Catedral de Pienza
A cocatedral de Santa Maria Assunta é o principal local de culto de Pienza, na província de Siena, cocatedral da diocese de Montepulciano-Chiusi-Pienza . É um monumento nacional italiano . O complexo, que fica na antiga igreja paroquial de Santa Maria, mas com uma orientação diferente, foi pensado para completar o cenário da praça principal da cidade, a Praça Pio II, e foi construído por vontade do Papa Pio II Piccolomini entre 1459 e 1462 por Bernardo Rossellino durante a reconstrução do centro histórico de Pienza .

## História
O edifício foi construído com uma orientação norte-sul invulgar (com a fachada principal voltada a norte) para a coerência urbanística que o Papa e Rossellino procuravam alcançar. Além disso, para ampliar a praça, a Sé Catedral foi recuada tanto quanto possível para sul, de modo que a zona da abside e parte do transepto assentam nas encostas íngremes da colina onde se ergue Pienza. A Sé, aliás, foi construída através da demolição da igreja românica preexistente, muito mais pequena, que tinha orientação nascente-poente e cujos alicerces foram descobertos durante as obras de fundação e consolidação realizadas de 1911 a 1934.

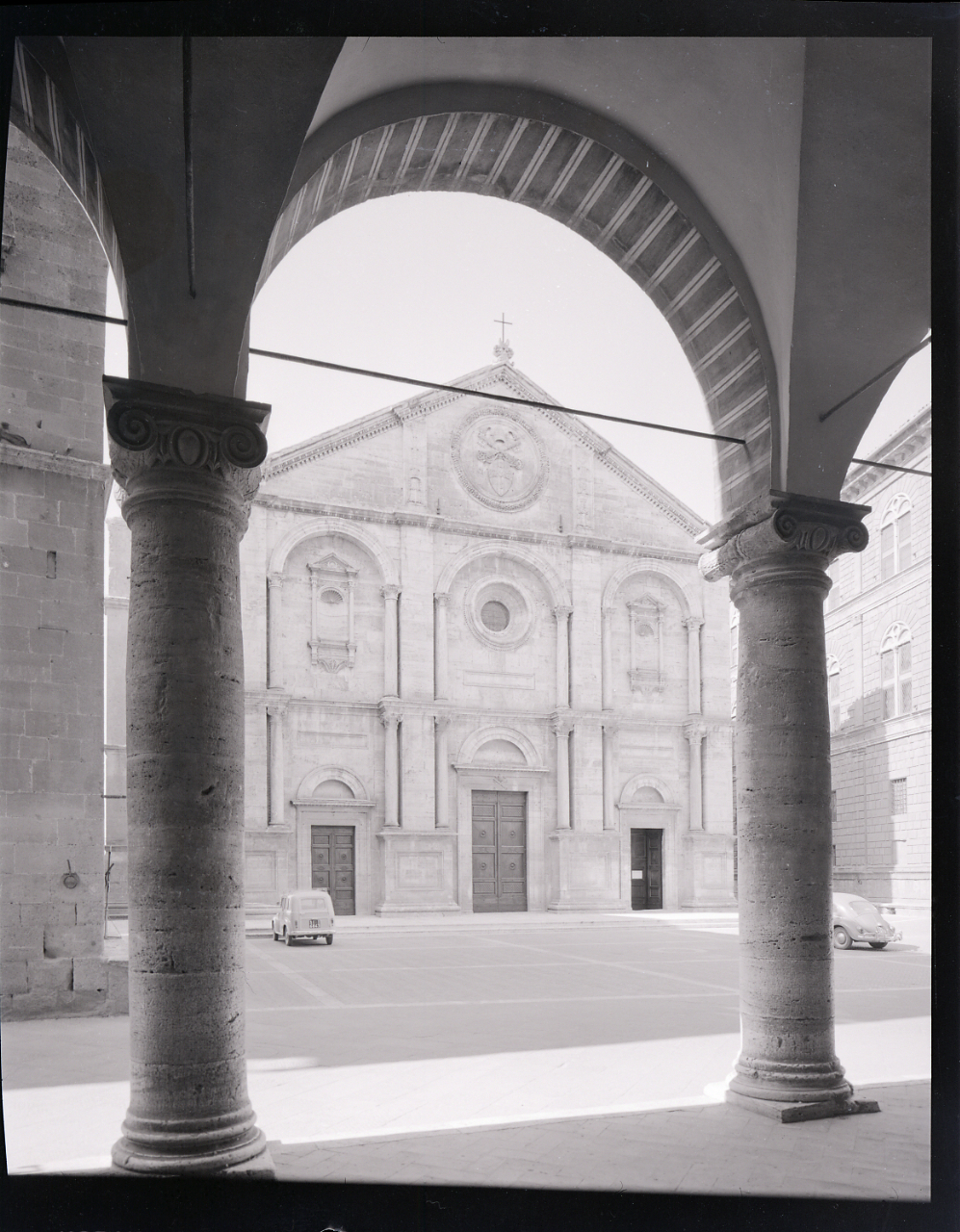
O Duomo visto do pórtico da Câmara Municipal em foto de Paolo Monti de 1965

## Galeria de imagens

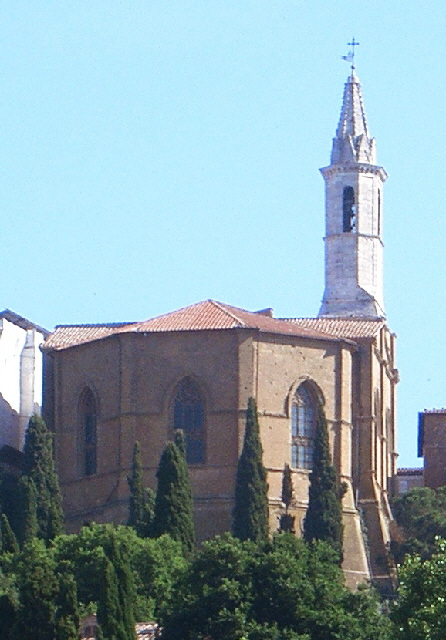
As absides da catedral
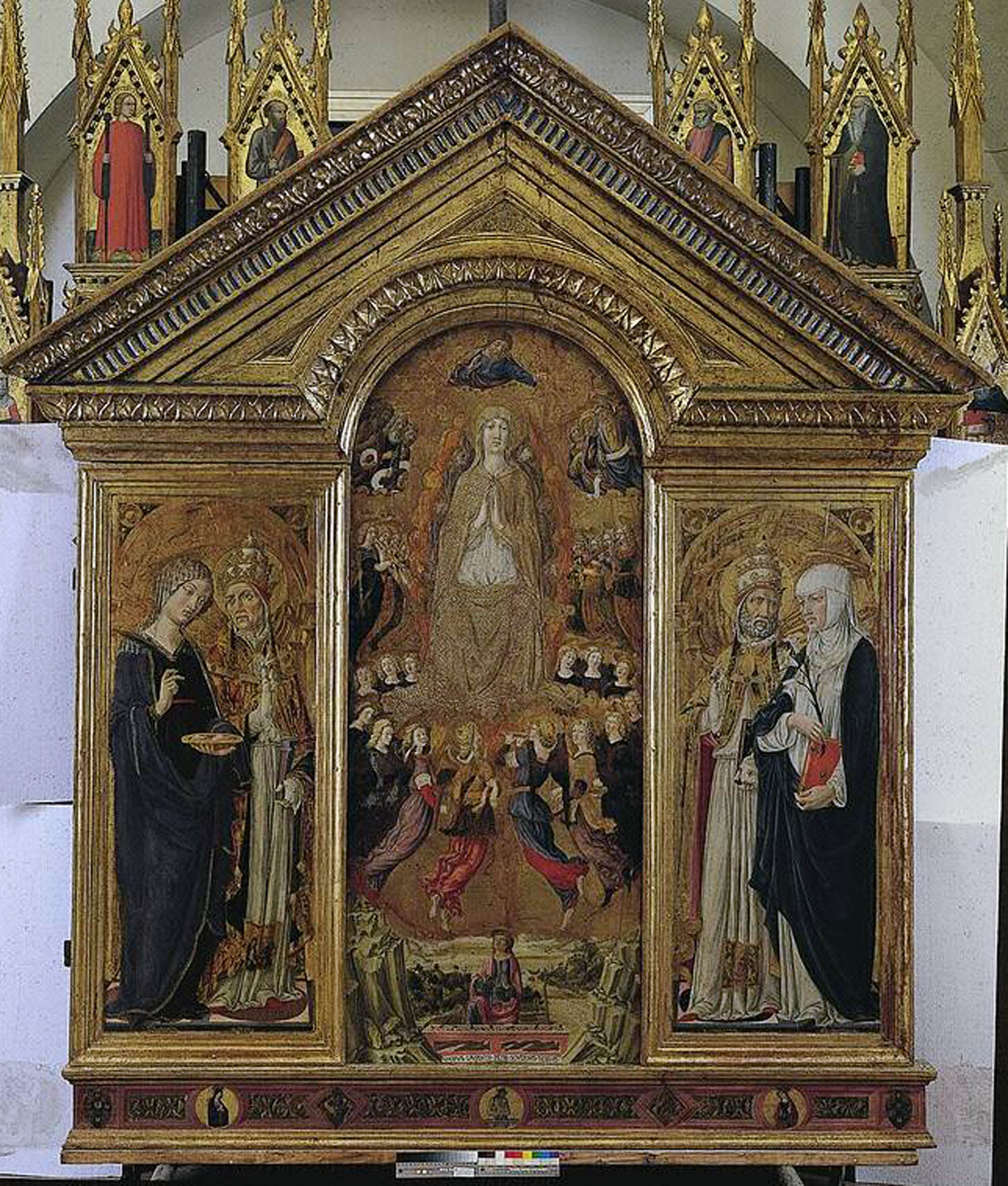
Vecchietta, Assunção da Virgem
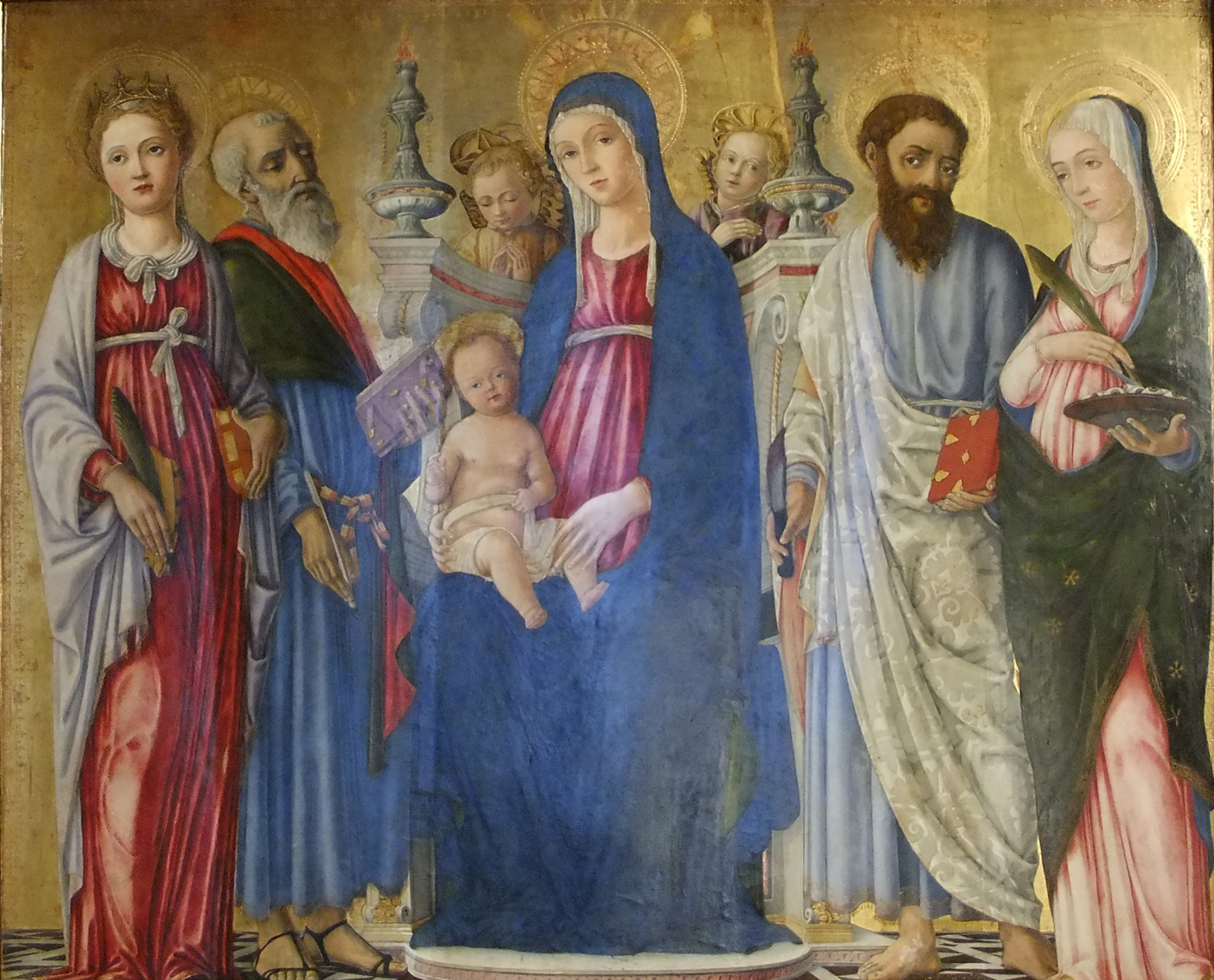
Matteo di Giovanni, Madonna e Criança com Santos
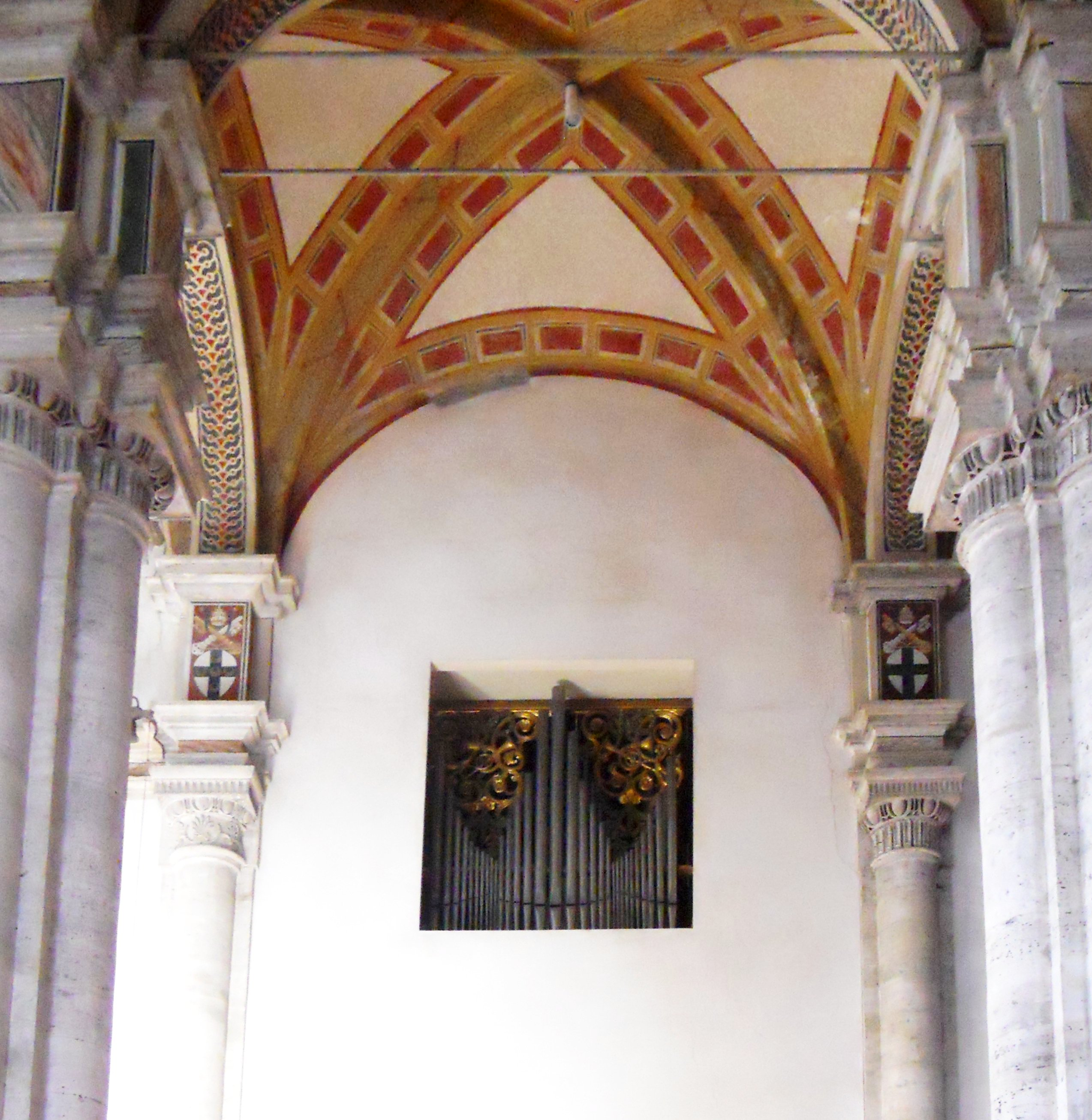
O órgão de tubos